# An ninh kinh tế

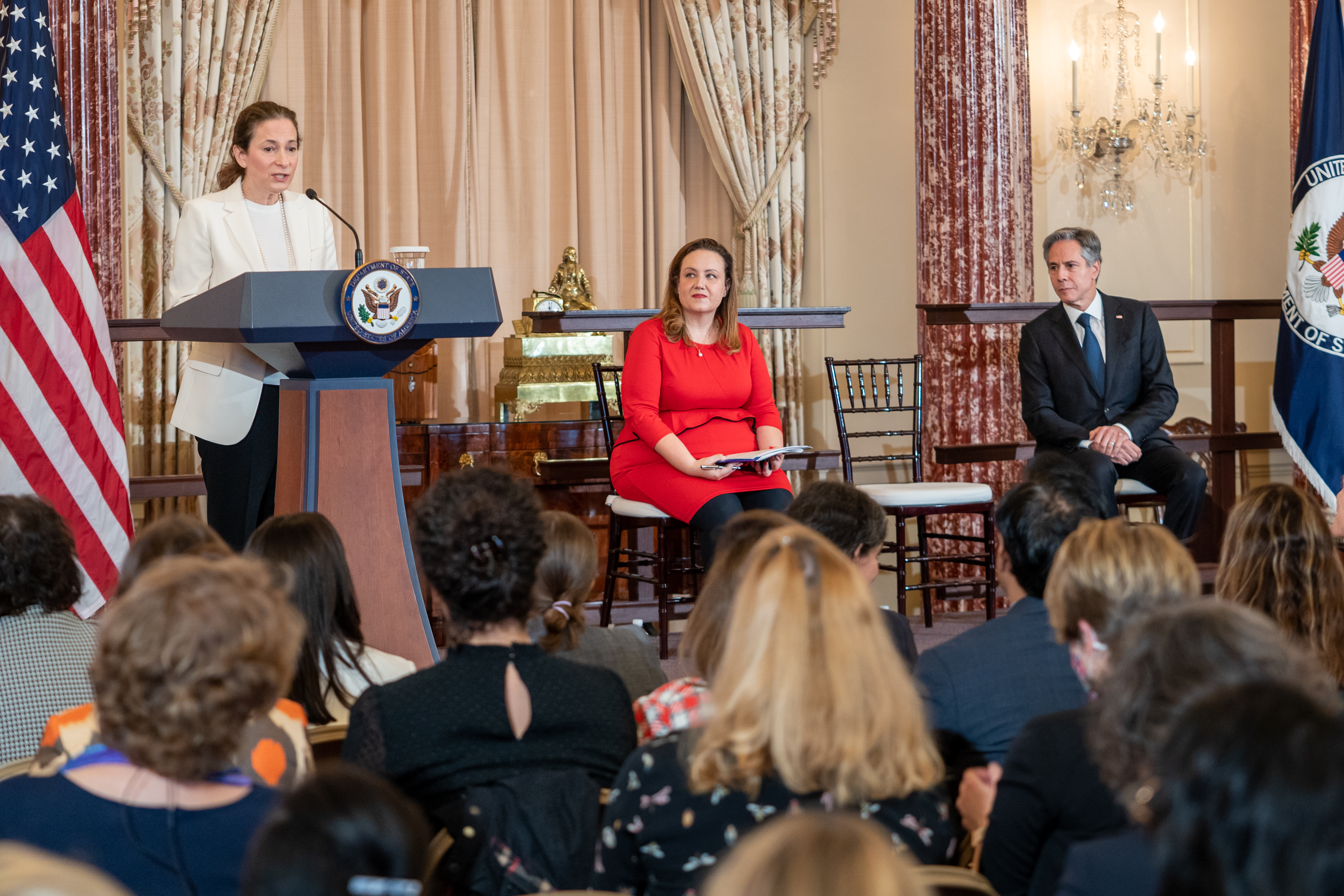
Một chương trình nghị sự về an ninh kinh tế ở Mỹ

An ninh kinh tế (Economic security) hay còn gọi là An ninh tài chính (Financial security) là tình trạng có thu nhập ổn định hoặc các nguồn lực khác để hỗ trợ mức sống hiện tại và trong tương lai gần, điều này bao gồm có khả năng tiếp tục khả năng thanh toán, có khả năng dự đoán dòng tiền trong tương lai của một cá nhân hoặc thực thể kinh tế khác, chẳng hạn như một quốc gia, đảm bảo an ninh việc làm hoặc an ninh công việc, phòng ngừa rủi ro thất nghiệp, mất việc làm. Nếu không có sự đảm bảo an ninh như vậy có thể dẫn đến phải trải qua điều ngược lại đó là sự bấp bênh về kinh tế và mối lo về kinh tế do đó, an ninh tài chính thường đề cập đến việc quản lý tiền bạc và tiết kiệm của cá nhân và hộ gia đình. An ninh kinh tế có xu hướng bao gồm tác động rộng hơn của mức sản xuất của xã hội và hỗ trợ tiền nong cho những công dân không có việc làm. Ở Hoa Kỳ, an ninh kinh tế của trẻ em được chỉ ra bởi mức thu nhập và an ninh việc làm của gia đình hoặc tổ chức của chúng. An ninh kinh tế của những người trên 50 tuổi dựa trên các phúc lợi an sinh xã hội, lương hưu và tiền tiết kiệm, thu nhập cá nhân và việc làm, cũng như trong diện được hưởng bảo hiểm y tế. Người ta tin rằng đã có một sự đánh đổi giữa an ninh kinh tế để lấy cơ hội kinh tế. Ngày nay, yếu tố Trung Quốc trong mắt của Mỹ và đồng minh nổi lên như là một mối đe đọa về an ninh kinh tế với tham vọng trỗi dậy mạnh mẽ hòng lũng đoạn kinh tế, chi phối, thao túng kinh tế các nước thông qua các thủ đoạn bẫy nợ, hoạt động tình báo kinh tế, chiếm đoạt công nghệ cũng như cài cắm mạng lưới tre, Mỹ và các nước đồng minh đã có những biện pháp cụ thể để kiềm chế và phòng ngừa các hiểm họa từ Trung Quốc.

## Đại cương
Trong bối cảnh chính trị trong nước, cũng như xét đến bối cảnh chính trị và quan hệ quốc tế thì an ninh kinh tế quốc gia (National economic security) là khả năng của một quốc gia trong việc theo đuổi lựa chọn chính sách của mình để phát triển nền kinh tế quốc gia theo cách mong muốn và đảm bảo sự độc lập, tự chủ, không bị phụ thuộc, lệ thuộc vào bên ngoài. Trong suốt chiều dài lịch sử, việc chinh phục các quốc gia đã khiến những kẻ chinh phục trở nên giàu có thông qua việc cướp bóc, chiếm đoạt các nguồn tài nguyên mới và mở rộng thương mại thông qua việc kiểm soát nền kinh tế của các quốc gia bị chinh phục, các nước thuộc địa. Ngày nay, hệ thống thương mại quốc tế phức tạp ngày nay được đặc trưng bởi các thỏa thuận đa quốc gia và sự phụ thuộc lẫn nhau. Sự sẵn có của các nguồn tài nguyên thiên nhiên và năng lực sản xuất và phân phối là điều cần thiết trong hệ thống này, khiến nhiều chuyên gia coi an ninh kinh tế là một phần quan trọng của an ninh quốc gia như chính sách quân sự. Yếu tố an ninh kinh tế đã được đề xuất như một yếu tố quyết định chính của quan hệ quốc tế, đặc biệt là trong địa chính trị của dầu mỏ trong chính sách đối ngoại của Hoa Kỳ sau cuộc khủng hoảng dầu mỏ năm 1973 và cuộc tấn công khủng bố ngày 11 tháng 9 năm 2001.
Đối với đồng minh của Mỹ là Canada thì quốc gia này xem các mối đe dọa đối với an ninh kinh tế chung của đất nước được coi là gián điệp kinh tế (Economic espionage), tức là "hoạt động bất hợp pháp, bí mật hoặc cưỡng ép của chính phủ nước ngoài nhằm mục đích tiếp cận trái phép thông tin tình báo kinh tế, chẳng hạn như thông tin độc quyền hoặc công nghệ, để đạt được lợi thế kinh tế". Để phối hợp, vào tháng 01 năm 2021, Bộ An ninh Nội địa Hoa Kỳ (DHS) đã ban hành Kế hoạch Hành động Chiến lược nhằm Chống lại Mối đe dọa từ Trung Quốc (Strategic Action Plan to Counter the Threat Posed by China). Vào tháng 10 năm 2021 tại Nhật Bản, thủ tướng Fumio Kishida đã thành lập chức vụ bộ trưởng đầu tiên về an ninh kinh tế. Vào tháng 4 năm 2022, Quốc hội Nhật Bản đã thông qua dự luật an ninh kinh tế nhằm bảo vệ công nghệ và củng cố chuỗi cung ứng quan trọng, đồng thời áp đặt sự giám sát chặt chẽ hơn đối với các công ty Nhật Bản hoạt động trong các lĩnh vực nhạy cảm hoặc cơ sở hạ tầng quan trọng. Các biện pháp trong luật, chủ yếu nhằm ngăn chặn những mối đe dọa đến từ Trung Quốc (thông qua các hoạt động tình báo của Trung Quốc ở nước ngoài) sẽ được thực hiện trong vòng hai năm sau khi được ban hành theo quy định dự luật này. 
Vào tháng 3 năm 2023, cả Nhật Bản và Đức đã nhất trí tăng cường hợp tác về an ninh kinh tế sau những căng thẳng và nguy cơ đứt gãy về chuỗi cung ứng toàn cầu và tác động kinh tế từ cuộc xâm lược Ukraina của Nga. Trong các cuộc tham vấn chính phủ cấp bộ trưởng đầu tiên được tổ chức giữa hai nước, Thủ tướng Đức Olaf Scholz đã liên hệ với Tokyo để tìm cách giảm sự phụ thuộc của Đức vào Trung Quốc về nhập khẩu nguyên liệu thô. Ngày 4 tháng 4 năm 2023, Hội nghị Bộ trưởng Thương mại G7 thông qua hội nghị truyền hình đã được tổ chức để thảo luận về việc tăng cường an ninh kinh tế và Tuyên bố của Bộ trưởng Thương mại G7 đã được ban hành vào cùng ngày 4 tháng 4 năm 2023. Cũng trong tháng 4 năm 2023, Cơ quan Tình báo An ninh Công cộng (PSIA) của Nhật Bản đã thành lập một bộ phận chuyên trách về an ninh kinh tế. Cơ quan này cũng có kế hoạch thành lập các đơn vị chuyên trách như vậy tại các văn phòng khu vực trên toàn quốc để tăng cường nỗ lực ngăn chặn công nghệ và dữ liệu tiên tiến bị rò rỉ ra khỏi đất nước. Vào ngày 20 tháng 5 năm 2023, nhân dịp Hội nghị thượng đỉnh G7 lần thứ 49 diễn ra ở Hiroshima, chủ đề an ninh kinh tế đã được thảo luận lần đầu tiên như chương trình nghị sự của G7 và "Tuyên bố của các nhà lãnh đạo G7 về khả năng phục hồi kinh tế và an ninh kinh tế" đã được ban hành dựa trên cuộc thảo luận. Vào ngày 20 tháng 6 năm 2023, Ủy ban Châu Âu và Đại diện cấp cao đã đề xuất một Thông báo chung về Chiến lược an ninh kinh tế Châu Âu sẽ được các nhà lãnh đạo EU thảo luận tại cuộc họp của các lãnh đạo.

## Chú thích

Phù hiệu của lực lượng Cảnh sát an ninh kinh tế Iran